# Casey, Illinois
Casey là một thành phố thuộc quận Clark và Cumberland, tiểu bang Illinois, Hoa Kỳ. Năm 2010, dân số của thành phố này là 2769 người. Một phần quận Cumberland thuộc Casey hiện nằm trong vùng tiểu đô thị Charleston-Mattoon.
Casey trở nên nổi tiếng bởi nơi đây sở hữu 8 kỷ lục Guinness, bao gồm chiếc chuông gió, thanh đặt bóng golf, cặp kim đan len, ghế đá khổng lồ, cột điện thoại cũ, ghế-đĩa-hộp thư khổng lồ, guốc gỗ, thước kẻ và lồng chim khổng lồ.

## Địa lý
Casey nằm ở tọa độ 39°17′58″B 87°59′24″T / 39,29944°B 87,99°T (39.299543, -87.990056). Hầu hết thành phố nằm trong quận Clark, chỉ có một phần nhỏ kéo dài đến quận Cumberland. Trong cuộc thống kê dân số năm 2000, 2.940 trong 3067 cư dân của Casey (99.9%) sống trong quận Clark và 2 (0.1%) sống trong quận Cumberland. Theo cuộc điều tra dân số 2010, Casey có tổng diện tích 2,16 dặm vuông Anh (5,59 km2).

## Nhân khẩu học
Theo cuộc điều tra dân số năm 2000, có 2,942 người, 1.266 hộ gia đình và 758 gia đình cư trú trong thành phố. Mật độ dân số 1385 người một dặm vuông (535.8/km²). Có 1,454 đơn vị nhà với mật độ trung bình 684.5 đơn vị một dặm vuông (264.8/km²). Thành phần sắc tộc trong thành phố là 98.67% người da trắng, 0.4% người Mỹ gốc Phi, 0.14% dân Mỹ bản địa, 0.03% từ chủng tộc khác, và 0.71% từ hai sắc tộc trở lên. Những người gốc Tây Ban Nha hoặc Latin chiếm khoảng 0.24% dân số.
Có 1,266 hộ gia đình, 28.2% trong số đó có trẻ em dưới 18 tuổi sống chung, 44.4% là những cặp vợ chồng sống chung, 12.2% có chủ hộ gia đình là nữ không có chồng, 40.1% là người không có gia đình. 36.7% trong tổng số hộ bao gồm nhiều cá nhân, 20.2% có người sống một mình khi 65 tuổi trở lên hoặc gia đình. Quy mô hộ trung bình là 2.22 và quy mô gia đình trung bình là 2.90.

## Kỷ lục

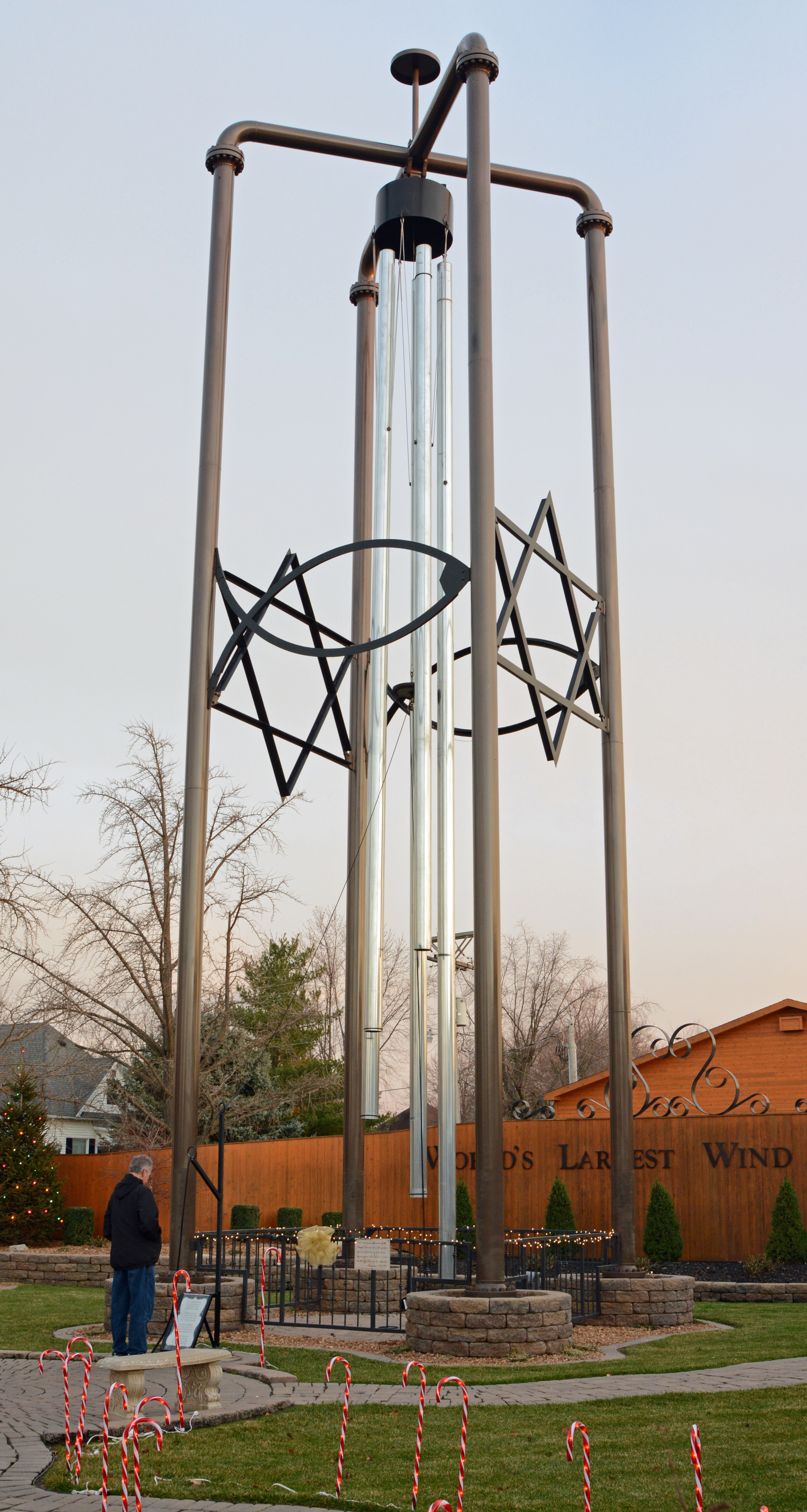
Chiếc chuông gió lớn nhất thế giới (cao gần 15 m)

Casey trở nên nổi tiếng bởi nơi đây sở hữu 8 kỷ lục Guinness, bao gồm những vật khổng lồ như chiếc chuông gió, thanh đặt bóng golf, cặp kim đan len, ghế đá khổng lồ, cột điện thoại cũ, ghế-đĩa-hộp thư khổng lồ, guốc gỗ, thước kẻ và lồng chim khổng lồ,... do doanh nhân Jim Bolin, thực hiện. Jim Bolin là đồng sở hữu của Bolin Enterprises, Inc. (BEI), một công ty bảo trì và bảo dưỡng bồn chứa và đường ống.

## Những người nổi tiếng
- David Hanners, nhà báo từng đoạt giải Pulitzer năm 1989.[12]
- Trung úy Paul Conrad Burrus (sĩ quan bộ binh USMC), KIA MIA dẫn đầu một đội tuần tra lính thủy đánh bộ E Company, 2/1 tại đồi Harlow, Kumgok, Hàn Quốc (chiến tranh Triều Tiên), 26 tháng 12 năm 1952.[13][14]